# Agave potatorum
Agave potatorum ist eine Pflanzenart aus der Gattung der Agaven (Agave). Ein englischer Trivialname ist „Butterfly Agave“.

## Beschreibung
Agave potatorum formt kleine, kompakte Rosetten und bildet manchmal Ausläufer. Sie erreicht Wuchshöhen bis 25 cm und einen Durchmesser bis 40 cm. Die variablen, ei- bzw. lanzettenförmigen, kräftigen, grünen bis bläulichen Blätter sind 25 bis 40 cm lang und 9 bis 18 cm breit. Die welligen, warzenartigen Blattränder sind gezahnt. Der flexibel angeordnete, graue bis braune Enddorn ist 3 bis 5 cm lang.
Der rispige, gerade bis etwas gebogene, schlanke Blütenstand wird 3 bis 6 m hoch. Die gelben Blüten sind 55 bis 80 mm lang und erscheinen ab der Mitte des Blütenstandes und reichen bis zur Spitze, an lockeren, unregelmäßig angeordneten Verzweigungen. Die zylindrische bis trichterige Blütenröhre ist 10 bis 17 mm lang.
Die eiförmigen bis länglichen dreikammerigen Kapselfrüchte sind 40 bis 55 mm lang und bis 20 mm breit. Die glänzenden, schwarzen, Samen sind 6 bis 7 mm lang und 5 bis 6 mm breit.
Die Blütezeit reicht von September bis Dezember.

## Systematik und Verbreitung
Agave potatorum wächst in Mexiko in den Bundesstaaten Puebla und Oaxaca in semiariden Regionen, in Waldland in 1200 bis 2300 m Höhe. Sie ist vergesellschaftet mit Kakteen- und Sukkulentenarten.
Die Erstbeschreibung durch Joseph Gerhard Zuccarini ist 1833 veröffentlicht worden. Synonyme sind Agave verschaffeltii Lem. und Agave potatorum var. verschaffeltii Baker.
Agave potatorum ist ein Vertreter der Gruppe Hiemiflorae. Die polymorphe Art ist weit verbreitet. Sie ähnelt im Jugendstadium Agave colorata. Die Art wird zahlreich in Europa kultiviert.